# Halsey (Wisconsin)
Halsey – miasto w Stanach Zjednoczonych, w stanie Wisconsin, w hrabstwie Marathon.